# Blace (Brvenica)
Blace (macedónul: Блаце) település Észak-Macedóniában, a Pologi körzet Brvenicai járásában.

## Népesség
| Lakosok száma | 442  | 471  | 513  | 493  | 385  | 362  | 375  | 344  | 272  |
|               | 1948 | 1953 | 1961 | 1971 | 1981 | 1991 | 1994 | 2002 | 2021 |

2002-ben 344 lakosa volt, akik mindannyian macedónok.